# ULTRA 超 MIRACLE SUPER VERY POWER BALL
「ULTRA 超 MIRACLE SUPER VERY POWER BALL」（ウルトラ ちょう ミラクル スーパー ヴェリィ パワー ボール）は、日本の女性アイドルグループ、チームしゃちほこの10枚目のシングル。2016年8月3日にunBORDE/ワーナーミュージック・ジャパンから発売された。

## 概要
通常盤（CDのみ）、初回限定盤A（CDのみ）、初回限定盤B（CDのみ）、初回限定盤C（CD+Blu-ray）、初回限定盤D（CD+Blu-ray）の全国盤の5形態で発売。

### ULTRA 超 MIRACLE SUPER VERY POWER BALL
ミュージックビデオ監督：ZUMI・荒船泰廣、振付：REI

## 収録曲

### 通常盤
CD
1. ULTRA 超 MIRACLE SUPER VERY POWER BALL
作詞・作曲・編曲：浅野尚志
2. 最上級の愛の言葉
3. ULTRA 超 MIRACLE SUPER VERY POWER BALL（Off Vocal Ver.）
4. 最上級の愛の言葉（Off Vocal Ver.）

### 初回限定盤A
CD
1. ULTRA 超 MIRACLE SUPER VERY POWER BALL
2. 眠れないナイNIGHT!
3. ULTRA 超 MIRACLE SUPER VERY POWER BALL（Off Vocal Ver.）
4. 眠れないナイNIGHT! （Off Vocal Ver.）

### 初回限定盤B
CD
1. ULTRA 超 MIRACLE SUPER VERY POWER BALL
2. ULTRA 超 MIRACLE SUPER VERY POWER BALL（KSUKE REMIX）
3. ULTRA 超 MIRACLE SUPER VERY POWER BALL（Off Vocal Ver.）

### 初回限定盤C
CD
1. ULTRA 超 MIRACLE SUPER VERY POWER BALL
2. 最上級の愛の言葉
3. ULTRA 超 MIRACLE SUPER VERY POWER BALL（Off Vocal Ver.）
4. 最上級の愛の言葉（Off Vocal Ver.）

Blu-ray
1. 出囃子  
JK卒業式 at ポートメッセなごや（2016.3.12）
2. J.A.N.A.I.C.A.  
JK卒業式 at ポートメッセなごや（2016.3.12）
3. 無重力で～と  
JK卒業式 at ポートメッセなごや（2016.3.12）
4. 恋人はスナイパー  
JK卒業式 at ポートメッセなごや（2016.3.12）
5. ごぶれい！しゃちほでらックス  
JK卒業式 at ポートメッセなごや（2016.3.12）
6. 抱きしめてアンセム  
JK卒業式 at ポートメッセなごや（2016.3.12）
7. Chérie！
JK卒業式 at ポートメッセなごや（2016.3.12）

### 初回限定盤D
CD
1. ULTRA 超 MIRACLE SUPER VERY POWER BALL
2. 眠れないナイNIGHT!
3. ULTRA 超 MIRACLE SUPER VERY POWER BALL（Off Vocal Ver.）
4. 眠れないナイNIGHT!（Off Vocal Ver.）

Blu-ray
ドキュメンタリー・オブ・JK卒業式 at ポートメッセなごや